# Puttalam (ort i Sri Lanka)
Puttalam är en ort i Sri Lanka.   Den ligger i provinsen Nordvästprovinsen, i den västra delen av landet, 120 km norr om huvudstaden Colombo. Puttalam ligger 8 meter över havet och antalet invånare är 45 661.
Terrängen runt Puttalam är platt. Havet är nära Puttalam västerut. Runt Puttalam är det tätbefolkat, med 397 invånare per kvadratkilometer. Det finns inga andra samhällen i närheten. Omgivningarna runt Puttalam är en mosaik av jordbruksmark och naturlig växtlighet.